# 船橋視聴覚センター
船橋視聴覚センター （ふなばししちょうかくセンター）は千葉県船橋市東町にある施設である。
写真をはじめ、教育に関わる映像が保存されている。

## 主な施設

### 船橋総合教育センター
- 家庭科研究室
- 研修室
- 視聴覚ホール
- 総合演習室
- スタジオ

## 交通
- JR総武線東船橋駅より徒歩15分、同駅より

新京成バス　津田沼駅行　飯山満入口下車（徒歩2分）飯山満駅行　船橋整形外科下車（徒歩5分）
- JR総武線船橋駅より新京成バス　豊富農協前・古和釜十字路・北習志野駅・飯山満駅行船橋警察下車（徒歩10分），船橋整形外科下車（徒歩5分）船橋グリーンハイツ・船橋グリーンハイツ入口行船橋警察下車，（徒歩10分），吹上下車（徒歩5分）
- 新京成電鉄
- 前原駅より、徒歩3分の前原西八丁目より、新京成バス　東船橋駅行乗車　飯山満入口下車（徒歩2分）
- 高根木戸駅北習志野駅より新京成バス　船橋駅行乗車　船橋整形外科下車（徒歩5分）
- 東葉高速鉄道
- 東海神駅より、徒歩5分の天沼より新京成バス　豊富農協前・古和釜十字路・北習志野駅・飯山満駅行船橋警察下車（徒歩10分），船橋整形外科下車（徒歩5分）船橋グリーンハイツ・船橋グリーンハイツ入口行船橋警察下車，（徒歩10分），吹上下車（徒歩5分）
- 飯山満駅より、駅前ロータリーから又は徒歩6分の芝山団地入口より新京成バス　船橋駅行、東船橋駅行乗車　船橋整形外科下車（徒歩5分）
- 復路は米ヶ崎停留所（徒歩4分）より　新京成バス　船橋駅行　利用可能。
- 駐車場有